# Chinese Super League 2017
De Chinese Super League 2017 is het 14e seizoen van de hoogste Chinese voetbalcompetitie sinds de oprichting van de Super League. Het seizoen ging van start op 3 maart 2017 en eindigde op 4 november 2017. Er nemen zestien clubs deel aan de competitie.

## Clubs
Aan de competitie nemen zestien clubs deel. Tianjin Quanjian en Guizhou Zhicheng promoveerden in 2016 vanuit de Jia League naar de hoogste divisie. Zij namen de plaatsen in van het gedegradeerde Hangzhou Greentown en Shijiazhuang Ever Bright.
| Club                        | Plaats      | Stadion                        | Capaciteit | Trainer             | Vorige trainer(s) seizoen 2017 |
| --------------------------- | ----------- | ------------------------------ | ---------- | ------------------- | ------------------------------ |
| Guangzhou Evergrande Taobao | Guangzhou   | Tianhestadion                  | 58.500     | Luiz Felipe Scolari |                                |
| Jiangsu Suning              | Nanjing     | Nanjing Olympisch Stadion      | 61.443     | Choi Yong-soo       |                                |
| Shanghai SIPG               | Shanghai    | Shanghaistadion                | 56.842     | André Villas-Boas   |                                |
| Shanghai Greenland Shenhua  | Shanghai    | Hongkou Voetbalstadion         | 33.060     | Gustavo Poyet       |                                |
| Beijing Guoan               | Peking      | Arbeidersstadion               | 66.161     | José González       |                                |
| Guangzhou R&F               | Guangzhou   | Yuexiushanstadion              | 18.000     | Dragan Stojković    |                                |
| Hebei China Fortune         | Qinhuangdao | Qinhuangdao Olympisch Stadion  | 33.572     | Manuel Pellegrini   |                                |
| Yanbian Fude                | Yanji       | Yanji Landelijk Fitnesscentrum | 30.000     | Park Tae-ha         |                                |
| Chongqing Lifan             | Chongqing   | Chongqing Olympisch Stadion    | 58.680     | Chang Woe-Ryong     |                                |
| Liaoning Whowin             | Shenyang    | Shenyang Olympisch Stadion     | 60.000     | Ma Lin              |                                |
| Tianjin Teda                | Tianjin     | Tianjin Olympisch Stadion      | 54.696     | Jaime Pacheco       |                                |
| Changchun Yatai             | Changchun   | Development Area Stadium       | 25.000     | Lee Jang-soo        |                                |
| Henan Jianye                | Zhengzhou   | Hanghaistadion                 | 29.860     | Jia Xiuquan         |                                |
| Shandong Luneng Taishan     | Jinan       | Jinan Olympisch Stadion        | 56.808     | Felix Magath        |                                |
| Tianjin Quanjian            | Tianjin     | Haihe Education Park           | 30.000     | Fabio Cannavaro     |                                |
| Guizhou Zhicheng            | Guiyang     | Guiyang Olympisch Stadion      | 51.636     | Li Bing             |                                |

## Rangschikking
|      |    |                             | GW | W  | G | V | +  | –  | DS  | Ptn |
| ---- | -- | --------------------------- | -- | -- | - | - | -- | -- | --- | --- |
| CL   | 1  | Guangzhou Evergrande Taobao | 12 | 10 | 1 | 1 | 28 | 14 | +14 | 31  |
| CL   | 2  | Shanghai SIPG               | 12 | 9  | 2 | 1 | 32 | 10 | +22 | 29  |
| CL Q | 3  | Hebei China Fortune         | 12 | 7  | 4 | 1 | 22 | 11 | +11 | 25  |
|      | 4  | Shandong Luneng Taishan     | 11 | 6  | 2 | 3 | 18 | 11 | +9  | 20  |
|      | 5  | Guangzhou R&F               | 12 | 5  | 5 | 2 | 17 | 14 | +3  | 20  |
|      | 6  | Tianjin Quanjian            | 12 | 5  | 4 | 3 | 15 | 13 | +2  | 19  |
|      | 7  | Beijing Guoan               | 12 | 4  | 3 | 5 | 16 | 21 | -5  | 15  |
|      | 8  | Guizhou Zhicheng            | 12 | 3  | 5 | 4 | 12 | 15 | -3  | 14  |
|      | 9  | Tianjin Teda                | 12 | 3  | 4 | 5 | 9  | 17 | -8  | 13  |
|      | 10 | Liaoning Whowin             | 12 | 3  | 4 | 5 | 17 | 23 | -6  | 13  |
|      | 11 | Chongqing Lifan             | 12 | 3  | 4 | 5 | 11 | 15 | -4  | 13  |
|      | 12 | Shanghai Greenland Shenhua  | 11 | 3  | 3 | 5 | 17 | 17 | 0   | 12  |
|      | 13 | Changchun Yatai             | 12 | 2  | 3 | 7 | 11 | 19 | -8  | 9   |
|      | 14 | Henan Jianye                | 12 | 1  | 5 | 6 | 10 | 16 | -6  | 8   |
|      | 15 | Jiangsu Suning              | 12 | 1  | 5 | 6 | 13 | 22 | -9  | 8   |
|      | 16 | Yanbian Fude                | 12 | 1  | 4 | 7 | 8  | 18 | -10 | 7   |

CL: groepsfase Champions League, CL Q: voorronde Champions League, : degradatie naar Jia League
Beijing Guoan · 
Cangzhou Mighty Lions ·
Changchun Yatai ·
Chengdu Rongcheng ·
Henan · 
Meizhou Hakka · 
Nantong Zhiyun · 
Qingdao Hainiu ·
Qingdao West Coast ·
Shandong Taishan · 
Shanghai Shenhua ·
Shanghai Port ·
Shenzhen Peng City ·
Tianjin Jinmen Tiger · 
Wuhan Three Town
Zhejiang